# Domen Makuc
Domen Makuc (Postumia, 1º luglio 2000) è un pallamanista sloveno, centrale del Barcellona e della nazionale di pallamano maschile della Slovenia.

## Carriera
Durante la Champions League 2016-17 è il primo giocatore ad essere nato nel XXI secolo ad esordire e a segnare nella massima competizione europea.

## Palmares

### Competizioni nazionali
- Campionato sloveno: 4

- 2016-17, 2017-18, 2018-19, 2019-20

- Coppa di Slovenia: 3

- 2016-17, 2017-18, 2018-19

- Supercoppa di Slovenia: 2

- 2017, 2019

- Campionato spagnolo: 4

- 2020-21, 2021-22, 2022-23, 2023-24

- Coppa del Re: 4

- 2020-21, 2021-22, 2022-23, 2023-24

### Competizioni internazionali
- Champions League: 1

- 2023-24